# Maryse Roger-Coupin
Maryse Roger-Coupin, née le 12 juillet 1949 à Liévin, est une femme politique française. Membre du Parti communiste français, elle est maire d'Angres de 1992 à 2023.

## Biographie
Devenue sénatrice du Pas-de-Calais le 2 janvier 2007 en remplacement d'Yves Coquelle, démissionnaire, elle présente sa démission le lendemain.

## Détail des fonctions et des mandats
- maire d'Angres (1992-2023[2])
- 2 janvier 2007 - 3 janvier 2007 : sénatrice du Pas-de-Calais